# Rudolf Kjellén

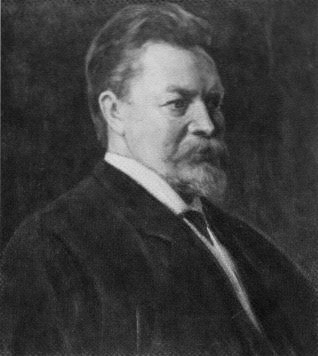
Rudolf Kjellén

Johan Rudolf Kjellén (* 13. Juni 1864 in Torsö; † 14. November 1922 in Uppsala) war ein schwedischer Staatswissenschaftler und Politiker. Er prägte den Begriff Geopolitik.

## Allgemeines
Kjelléns Vater war Pfarrer. In Mariestad legte er sein Abitur ab, anschließend studierte er an der Universität Uppsala. 1890 wurde er mit einer staatswissenschaftlichen Arbeit zum Dr. phil. promoviert und wurde 1891 Dozent, 1901 Professor für Staatswissenschaft und Statistik an der Hochschule in Göteborg, dem Vorläufer der Universität Göteborg. 1916 wurde er auf die angesehene Professor Skytteanus für Staatswissenschaft in Uppsala berufen, die er bis zu seinem Tod innehatte.
Von 1905 bis 1917 gehörte Kjellén dem schwedischen Reichstag an, zuerst als Mitglied der zweiten Kammer, ab 1910 in der ersten Kammer. Hier war er einer der Wortführer der als Unghögern (dt. „Jungrechte“ oder „Junge Rechte“) bezeichneten konservativen Strömung. Diesen Begriff hatte er schon 1902 in die politische Debatte eingeführt.
Kjellén war seit 1899 Mitglied der Königlichen Wissenschafts- und Literaturgesellschaft in Göteborg und wurde 1918 von der Universität Rostock mit der Ehrendoktorwürde ausgezeichnet.
Heute ist Kjellén am bekanntesten auf geopolitischem Gebiet, er gilt als der Begründer des Begriffs Geopolitik. Der Staat als Lebensform ist sein Opus magnum in Staatswissenschaften.

## Einflüsse auf völkisch-nationale Politik
Nicht nur Eduard Stadtler und andere Vordenker des Nationalsozialismus sowie Vertreter der Neuen Rechten heute sehen sich von ihm wie durch Houston Stewart Chamberlain in ihrem völkischen Denken und in der Verherrlichung von Krieg und Sozialdarwinismus beeinflusst. Für Kjellén bestand der große Streit „nicht bloß zwischen Völkern, sondern zwischen Weltanschauungen“, konkret zwischen den Ideen von 1789 und den Ideen von 1914, also zwischen westlich-liberaler Demokratie und autoritär-obrigkeitsstaatlichen Staatswesen wie dem Deutschen Kaiserreich.
Im Ersten Weltkrieg gehörte Kjellén zu den Verfechtern der Ideen von 1914. Politisch ist Kjellén in Schweden in den letzten Jahren wieder aktuell geworden. Karl A. Wittfogel nannte Kjellen bereits 1929 einen „faschistischen Propheten“.

## Ehrungen
- Ehrendoktor der Universität Rostock (1918)

## Werke in deutscher Sprache
- Die Grossmächte der Gegenwart. Teubner, Leipzig/Berlin 1914. 10. Auflage 1916.
- Die Ideen von 1914. Eine weltgeschichtliche Perspektive. Hirzel, Leipzig 1915.
- Die politischen Probleme des Weltkrieges. Teubner, Leipzig 1916. Übersetzung von Friedrich Stieve. (Digitalisat aus dem Bestand des Instituts für Ost- und Südosteuropaforschung).
- Der Staat als Lebensform. Hirzel, Leipzig 1917
- Studien zur Weltkrise. Bruckmann, München 1917.
- Grundriss zu einem System der Politik. Hirzel, Leipzig 1920.
- Die Grossmächte vor und nach dem Weltkriege. Teubner, Leipzig/Berlin 1930.